# Forças Armadas da Suécia
As Forças Armadas da Suécia (Försvarsmakten; FM) são uma agência governamental (myndighet) do Ministério da Defesa, responsável pelas operações das forças armadas da Suécia, visando manter o país em ”paz e liberdade”.

A sua principal tarefa é de treinar, organizar e implementar as forças militares internamente e no exterior, mantendo a capacidade a longo prazo para defender o país em caso de guerra.

## Comando
O Comandante em chefe das Forças Armadas da Suécia (em sueco: Överbefälhavaren, frequentemente designado pela sigla ÖB), é um General de 4 estrelas ou um almirante, as mais altas patentes da hierarquia militar sueca no ativo.
Está vinculado a seguir as orientações e o orçamento determinados pelo Parlamento e pelo Governo da Suécia.

## Ramos
Existem três ramos de serviço: o Exército (em sueco: Armén), a Força Aérea (em sueco: Flygvapnet) e a Marinha (em sueco: Marinen), os quais são desde 1994, parte da mesma agência. Fora destes ramos existem órgãos comuns de apoio à atividade militar, como por exemplo, o Regimento de Comando (Ledningsregementet), o Regimento de Intendência e o Centro de Informação e Segurança das Forças Armadas (Försvarsmaktens underrättelse- och säkerhetscentrum).

## Recrutamento
As forças militares da Suécia foram por mais de um século construídas sobre os conceitos de serviço militar obrigatório e de defesa territorial, apoiando desde longa data a política oficial de neutralidade e não alinhamento.
Até o fim da Guerra Fria, quase todos os homens, ao atingir a idade de serviço militar foram conscritos, tendo de cumprir o serviço militar obrigatório.
No verão de 2010, a conscrição em tempos de paz deixou de existir, para ser substituída por um sistema de recrutamento voluntário, através de um Curso Básico de Instrução Militar (militär grundutbildning) para voluntários dos dois sexos (GMU), com a duração de três meses, eventualmente seguido de uma formação complementar, conduzindo a postos permanentes ou contratados.

Desde 2017, o recrutamento de homens e mulheres de 18 anos foi alargado, sendo reintroduzida a obrigação de participar na defesa total do país (totalförsvarsplikt), através de 3 formas distintas: serviço militar (värnplikt), serviço civil (civilplikt) e serviço geral (allmän tjänsteplikt), em caso de alerta máximo.

A avaliação da aptidão dos jovens para o serviço militar é feita tendo em consideração ”os interesses e motivações” individuais.
Caso sejam colocados nas fileiras das Forças Armadas, esses mesmos jovens recebem uma formação básica militar (GMU), com a duração de três meses, seguida de um programa de formação de comando que se pode estender até doze meses.

Em 2023, uns 6 000 jovens foram convocados para o serviço militar em diferentes unidades das Forças Armadas.

## Missões no exterior
Unidades das Forças Armadas da Suécia têm participado em missões militares no estrangeiro nos últimos 50 anos, com destaque para as intervenções no Congo-Kinshasa, na Bósnia e Herzegovina, no Afeganistão ISAF), no Kosovo, na Líbia (2011), no Paquistão, na Somália, na Coreia do Sul, no Sudão do Sul e no Mali.

 
Além disso, a Suécia contribui com observadores militares em vários países, e serve como nação líder do Grupo de Combate Nórdico da União Europeia.

## Fotos

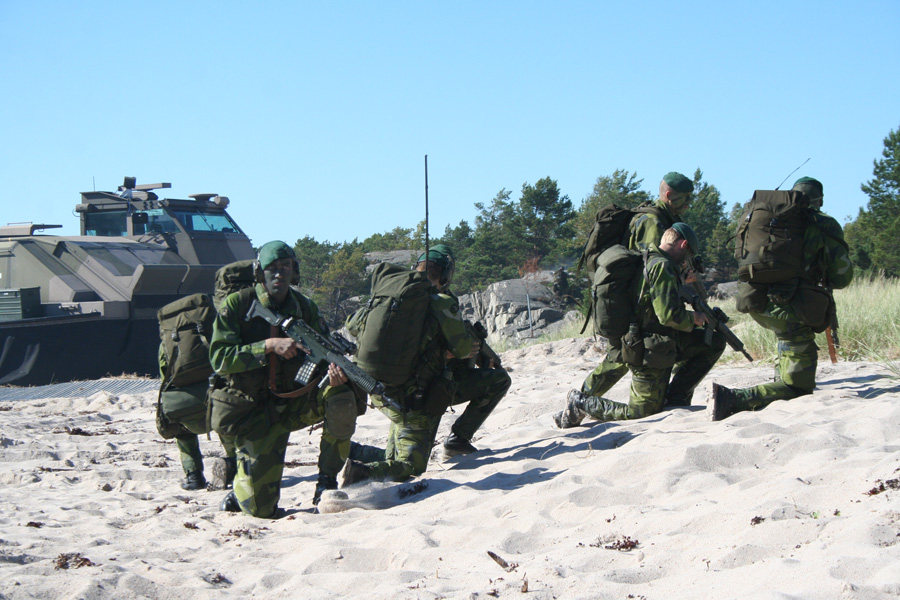
Fuzileiros navais suecos
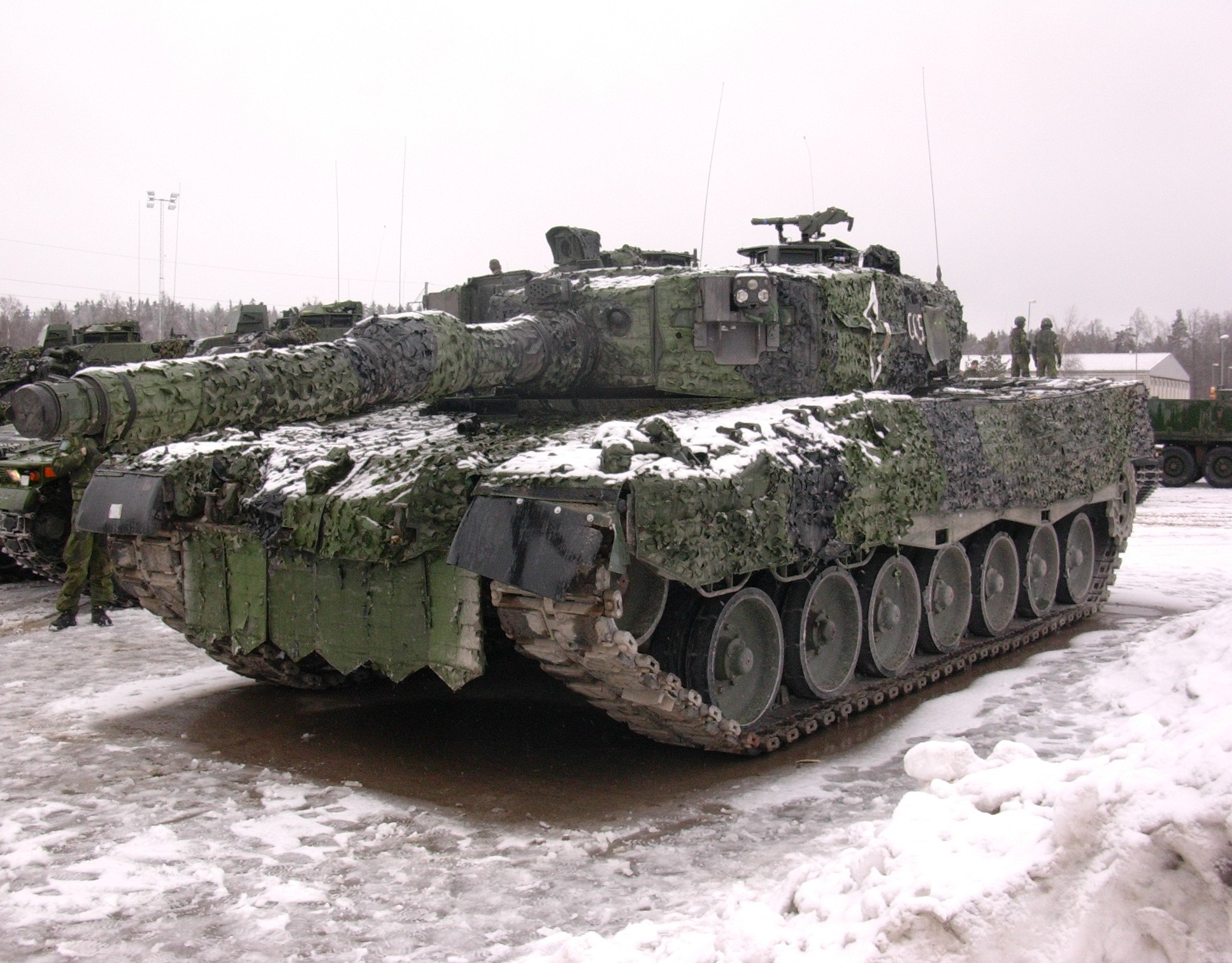
Um tanque Stridsvagn 122 da infantaria sueca.
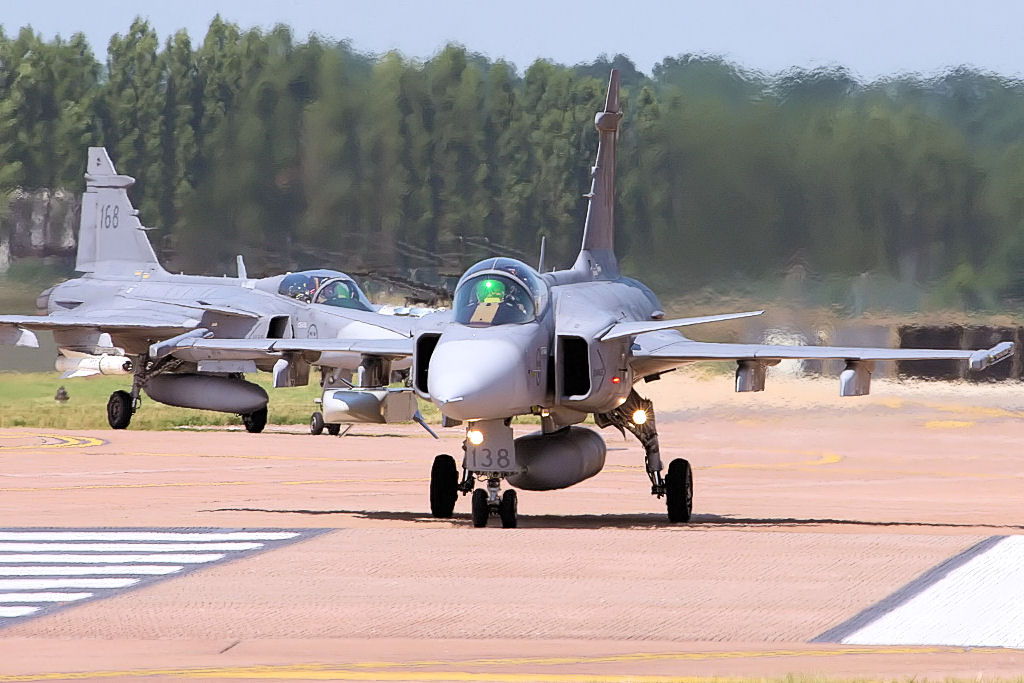
Caças JAS 39 Gripen suecos.
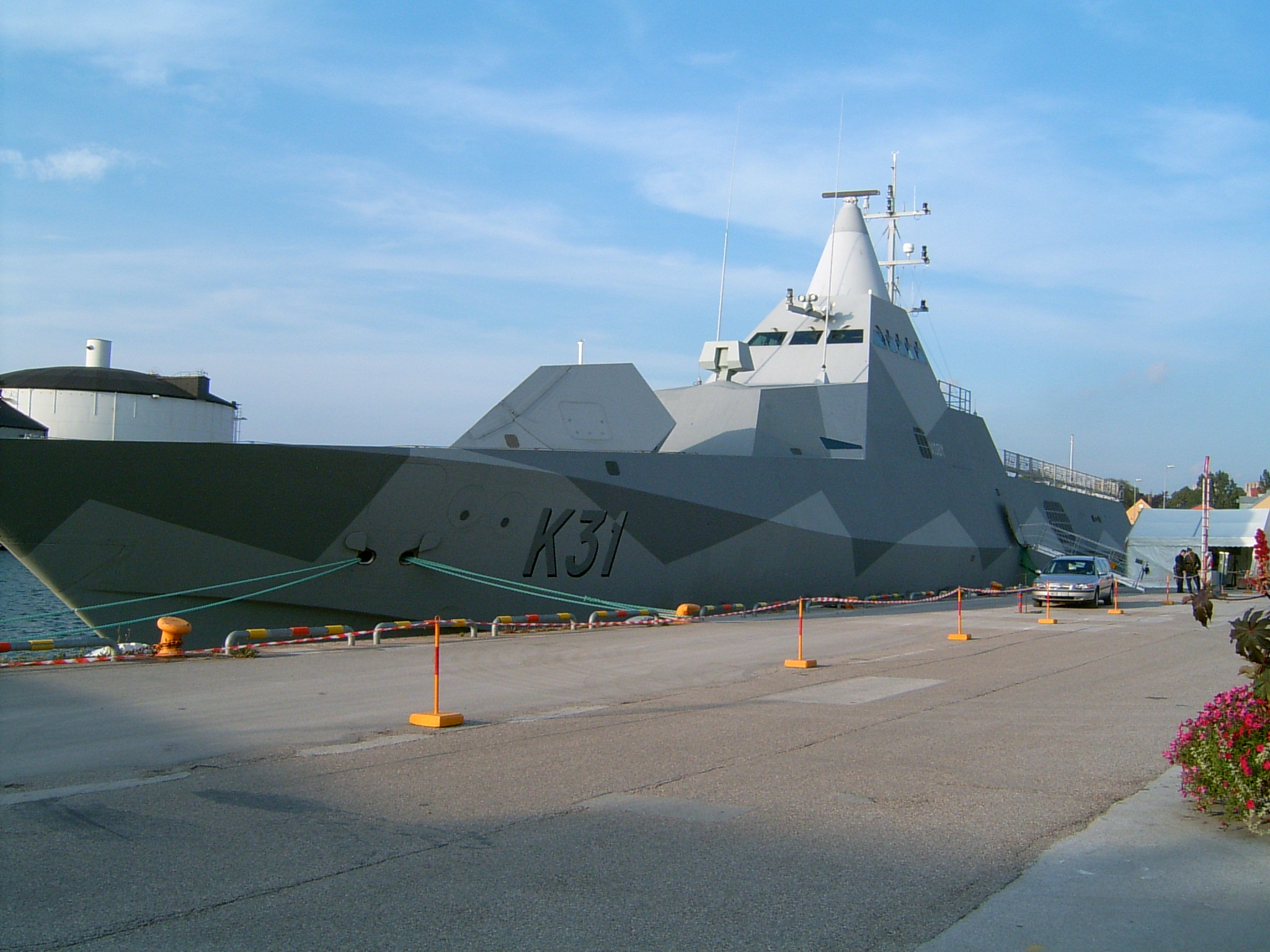
A corveta HMS Visby.
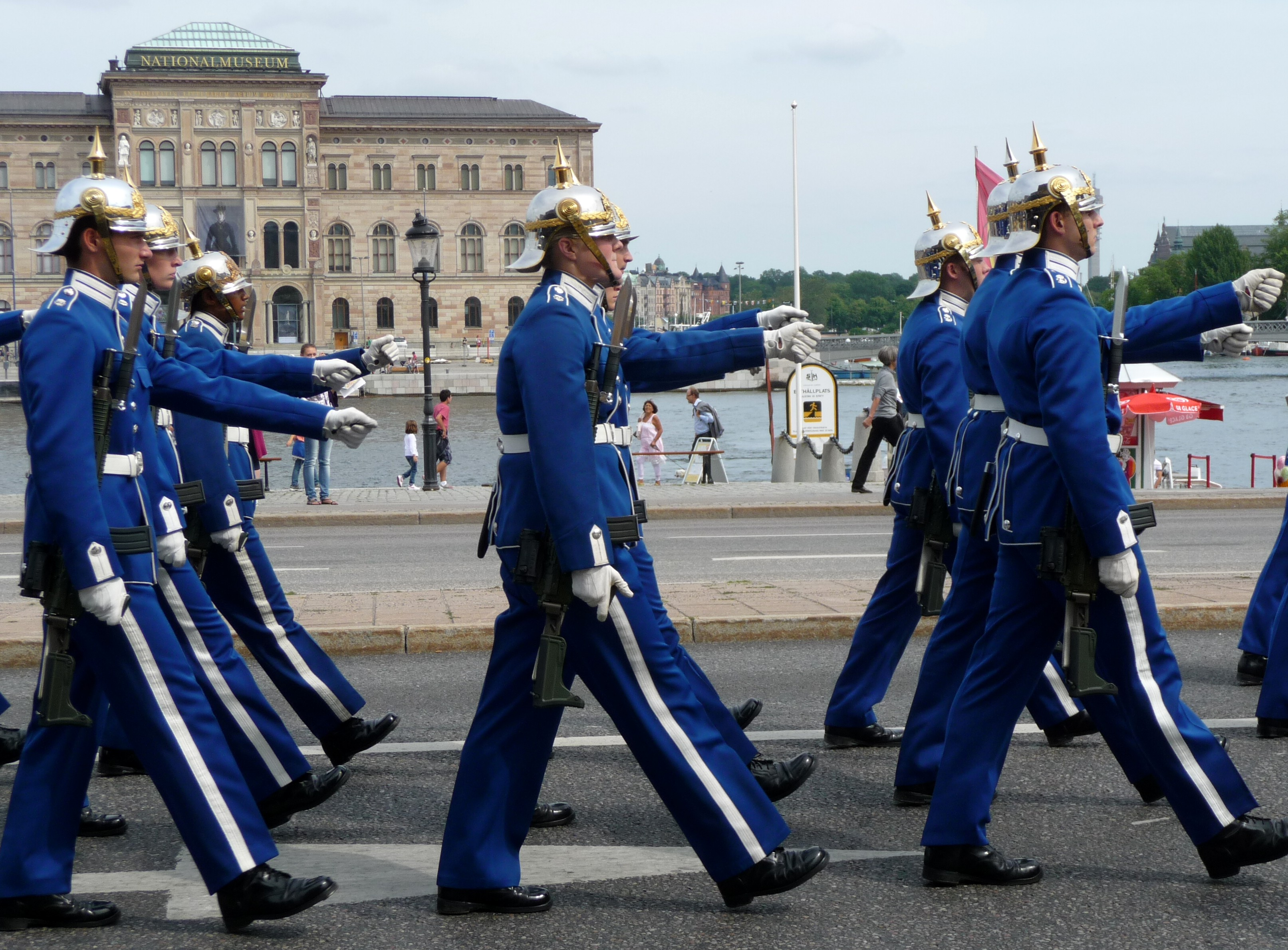
Guarda de Honra Real de Estocolmo
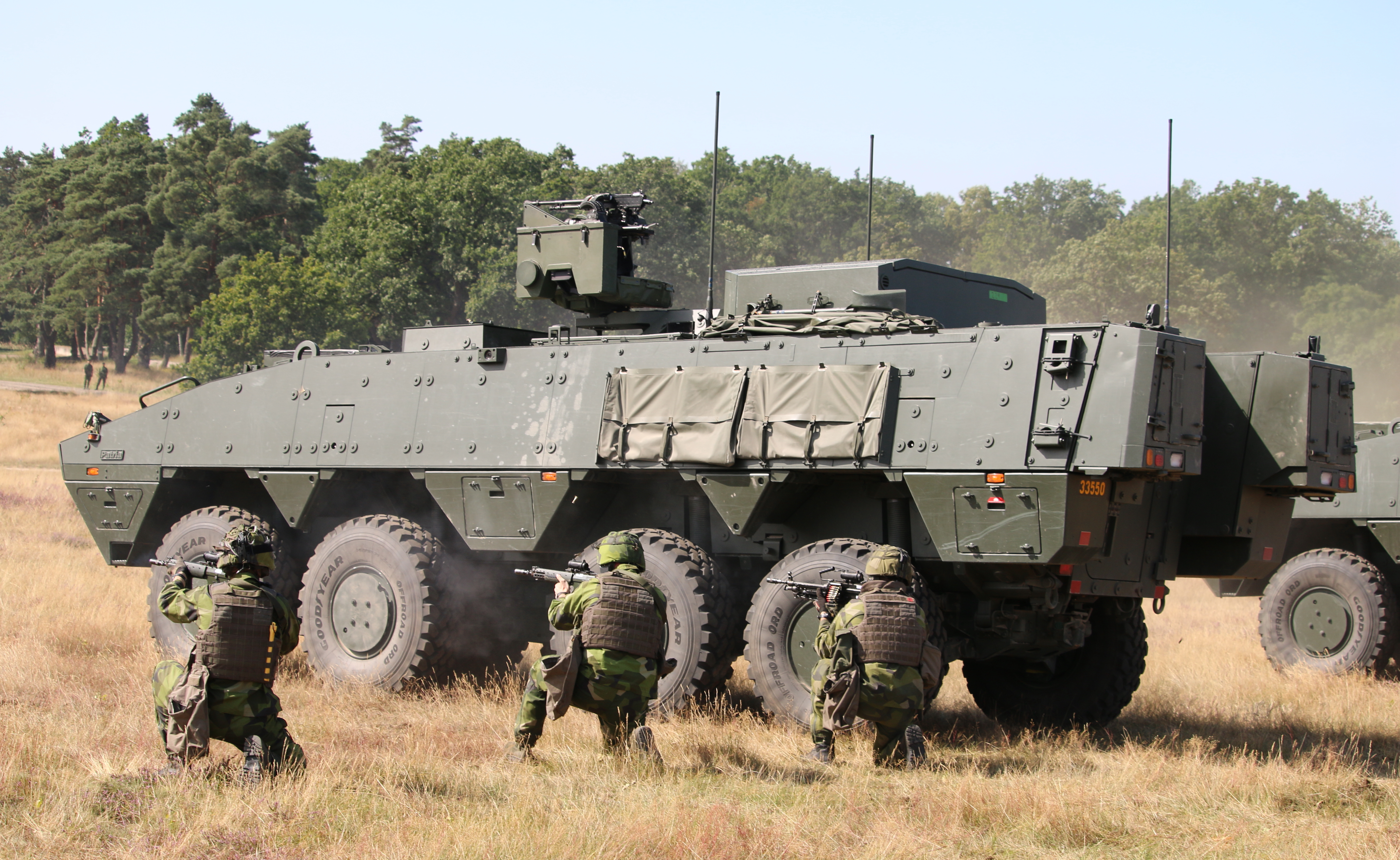
Viatura de transporte blindada com atiradores de infantaria

| Ramo           | Unidade                                         | Sigla           | Localização        |
| -------------- | ----------------------------------------------- | --------------- | ------------------ |
| Força Aérea    | Esquadrão de Norrbotten                         | F 21            | Luleå              |
| Força Aérea    | Esquadrão de Skaraborg                          | F 7             | Såtenäs            |
| Força Aérea    | Esquadrão de Blekinge                           | F 17            | Ronneby            |
| Força Aérea    | Esquadrão de Helicópteros                       | Hkpflj          | Linköping          |
| Força Aérea    | Esquadrão da Uppland                            | F 16            | Uppsala            |
| Força Aérea    | Escola Prática de Combate Aéreo                 | LSS             | Uppsala            |
| Marinha        | Base Naval                                      | MarinB          | Karlskrona         |
| Marinha        | Regimento Anfíbio de Estocolmo                  | Amf 1           | Berga              |
| Marinha        | Regimento Anfíbio de Älvsborg                   | Amf 4           | Gotemburgo         |
| Marinha        | 4ª Flotilha de Combate Naval                    | 4. sjöstridsflj | Berga              |
| Marinha        | 3ª Flotilha de Combate Naval                    | 3. sjöstridsflj | Karlskrona         |
| Marinha        | 1ª Flotilha de Submarinos                       | 1. ubflj        | Karlskrona         |
| Marinha        | Escola Prática de Combate Naval                 | SSS             | Karlskrona         |
| Exército       | Regimento de Norrbotten                         | I 19            | Boden              |
| Exército       | Regimento de Artilharia                         | A 9             | Boden              |
| Exército       | Regimento de Defesa Antiaérea                   | Lv 6            | Halmstad           |
| Exército       | Regimento Real de Hussardos                     | K 3             | Karlsborg          |
| Exército       | Regimento de Skaraborg                          | P 4             | Skövde             |
| Exército       | Regimento do Sul da Escânia                     | P 7             | Revingehed         |
| Exército       | Guarda Real                                     | LG              | Kungsängen         |
| Exército       | Escola Prática de Combate Terrestre             | MSS             | Skövde             |
| Forças Armadas | Regimento de Comando                            | LedR            | Enköping           |
| Forças Armadas | Regimento de Intendência                        | TrängR          | Skövde             |
| Forças Armadas | Guarda Nacional Sueca                           | Hv              | Comando: Estocolmo |
| Forças Armadas | Centro de Logística das Forças Armadas          | FMLOG           | Estocolmo          |
| Forças Armadas | Centro de Medicina das Forças Armadas           | FömedC          | Gotemburgo         |
| Forças Armadas | Centro de Munições e Desminagem da Defesa Total | SWEDEC          | Eksjö              |
| Forças Armadas | Centro de Proteção da Defesa Total              | SkyddC          | Umeå               |
| Forças Armadas | Centro Internacional das Forças Armadas         | Swedint         | Kungsängen         |
| Forças Armadas | Academia Militar de Karlberg                    | MHS K           | Solna              |
| Forças Armadas | Academia Militar de Halmstad                    | MHS H           | Halmstad           |